# Дзюина, Клавдия Николаевна
Дзюина (Ананьевна) Клавдия Николаевна (21 декабря 1934 — 8 октября 2007) — редактор Удмуртской Республики, была признана Отличником печати и Заслуженным работником культуры Удмуртской Республики.

## Биография
Родилась 21 декабря 1934 года в деревне Яголуд Вавожского района. Её родители Отец — Ананьев Николай Елизарович и мать — Ананьева Матрена Кузьмовна трудились в колхозе для своих четырёх детей не забывая прививать им любовь к труду. Семья была причислена к кулакам и раскулачена ведь как писали газеты «ради обогащения трудятся днем и ночью». Так отца отправили на лесоповал, откуда он вернулся одноруким, а его «кулацкие» дети терпели все школьные унижения. И все же они были отличниками даже несмотря на нехватку учебников. Сама Дзюина начала в 7 лет работать в колхозе пастухом. Её имя заносили на колхозную Доску почета.
Окончила Можгинское педучилище и за успехи в учёбе была направлена в Удмуртский пединститут. По окончании была распределена в книжное издательство, где она работала редактором отдела художественной и детской литературы.
В 1968—1970 гг. училась в Высшей партшколе при ЦК КПССС в Москве на отделении журналистики в группе редакторов книжных издательств. Там она написала диссертацию, которую одобрила кафедра журналистики, на тему «Деятельность удмуртской партийной организации по созданию и развитию издательского дела в УФССР. 1917—1937 гг.». Но, несмотря на одобрение, защите диссертации помешало отношение местной партийной организации к деятельности К. Герда, который стоял у истоков издательского дела в Удмуртии.
После партшколы работала лектором отдела пропаганды и агитации Удмуртского обкома КПСС. С марта 1972 г. работала семь лет редактором пионерской газеты «Дась лу!», что русский переводится как «Будь готов!», затем возглавляла сектор печати ОК КПСС. После запрета компартии вернулась в книжное издательство «Удмуртия», где подготовила немало книг к изданию.
Награждена медалями «За доблестный труд в Великой Отечественной войне 1941—1945 гг.»; юбилейными медалями в честь 30-, 40-, 50-, 60-летия Победы в Великой Отечественной войне, «За доблестный труд. В ознаменование 100-летия В. И. Ленина», «Ветеран труда», Почетной грамотой Президиума Верховного Совета Удмуртской Республики, почетными знаниями. В 1967 г. награждена значком «Отличник печати». В 1995 г. присвоено звание «Заслуженный работник культуры УР», а в 2001 г. за участие в создании энциклопедии «Удмуртская Республика» удостоена звания Лауреат Государственной премии УР.
Скончалась 8 октября 2007 года.

## Деятельность
Под редакцией Дзюиной впервые после реабилитации были выпущены книги К. Герда, Кедра Митрея; первые книги Г. Красильникова, С. Самсонова, Ф. Васильева, Г. Перевощикова, В. Романова и др. К. Н. Дзюина — одна из первых исследователей удмуртского книгоиздания, редактор и составитель шеститомного собрания сочинений М. Петрова. Клавдия Николаевна была ведущим редактором «Книги памяти» (1995—1996 гг.) в восьми томах, сборника произведений К. Герда «О ней я пою», который посвятили его 100-летию, книги Н. Павлова «Трофим Борисов», энциклопедии «Удмуртская республика», а также книг посвященных юбилеям Удмуртского радио и телевидения. С 1971 г. была членом Союза журналистов России.
В 1960 году в качестве журналиста выезжала в Германскую Демократическую Республику, а в 1989 г. — в Социалистическую Федеративную Республику Югославия.
Важными для Удмуртии трудами Дзюиной являются её библиографические пособия «Удмуртская книга 1917—1941» и «Удмуртская книга 1917—1974» при составлении которых были использованы систематический и генеральный каталоги Государственной библиотеки им. В. И. Ленина, материалы Государственного архива Института марксизма-ленинизма, Центрального архива Октябрьской революции, Центрального архива РСФСР, и многих других архивов, также при создании пособий были использованы летописи, которые ежегодно выпускает Республиканская библиотека имени В. И. Ленина. Эти пособия относятся к национально -ретроспективной библиографии. В них отражены книги, газеты и журналы, а литература в каталоге группируется по разделам, рекомендуемый Всесоюзной книжной палатой, и располагается в хронологическом порядке. Оба пособия не имеют справочный аппарат и предназначены для научных и библиотечных работников, журналистам, студентам и всем интересующимся развитием книгоиздательского дела в республике.

## Список работ
1. Дзюина, К. Н. Удмуртская книга. 1917—1941 : каталог удмуртских изданий / К. Н. Дзюина. — Ижевск : Удмуртия, 1971. — 173, [3] с.
2. Дзюина, Клавдия Николаевна. Удмуртская книга, 1917—1974 [Текст] : Каталог удмурт. изд. / К. Н. Дзюина. — 2-е изд., доп. — Ижевск : Удмуртия, 1976. — 280 с.
3. Дзюина, Клавдия Николаевна. Краткий удмуртско-русский фразеологический словарь / К. Н. Дзюина; ред. П. К. Поздеев. — Ижевск : Удмуртия, 1967. — 132 с.
4. Национальное книгоиздание Удмуртии : страницы истории и современность / [автор- составитель К. Н. Дзюина; художники: Ю. Н. Лобанов, В. В. Рубцов]. — Ижевск : Удмуртия, 2005. — 200 с., [8] л. ил.